# Анты (село)
Анты — село в Джейрахском районе Республики Ингушетия, Россия. Входит в сельское поселение Гули.

## География
Расположено на юге Республики Ингушетия, недалеко от горы Цей-Лоам, в 14 километрах на восток (по прямой) от Гули, административного центра поселения. Ближайшие населённые пункты: Мяшхи, Цхийри.

### Часовой пояс
Село Анты, как и вся Республика Ингушетия, находится в часовой зоне МСК (московское время). Смещение применяемого времени относительно UTC составляет +3:00.

## Население
| 2010 |
| ---- |
| 0    |

## Инфраструктура
Отсутствует.